# نادي الهلال السعودي موسم 1980–81
موسم نادي الهلال السعودي لكرة القدم 1980–81 يعتبر الموسم الثالث والعشرين في مسيرة نادي الهلال السعودي منذ تأسيسه 1957،

## تشكيلة الفريق
ملاحظة: تشير الأعلام إلى المنتخب الوطني على النحو المحدد في قواعد الأهلية للفيفا. قد يحمل اللاعبون أكثر من جنسية واحدة غير تابعة للفيفا.
| الرقم | البلد    | المركز | اللاعب                  |
| ----- | -------- | ------ | ----------------------- |
| 1     | السعودية | حارس   | إبراهيم اليوسف          |
| 5     | السعودية | مدافع  | صالح النعيمة            |
| 3     | السعودية | مدافع  | حسين البيشي             |
| 9     | السعودية | مدافع  | عبدالله العمار          |
| 18    | السعودية | مدافع  | مرزوق سعد               |
| 7     | السعودية | وسط    | عبادي الهذلول           |
| 6     | السعودية | وسط    | فهد المصيبيح            |
| 16    | السعودية | وسط    | عبدالرحمن محمد القحطاني |
| 10    | البرازيل | مهاجم  | ريفيلينو                |
| 11    | تونس     | مهاجم  | نجيب الإمام             |
| 20    | السعودية | مهاجم  | منصور بشير              |

| الرقم | البلد    | المركز | اللاعب         |
| ----- | -------- | ------ | -------------- |
| 14    | السعودية | وسط    | عبدالله الصغير |
| 17    | السعودية | وسط    | محمد الحصيني   |

### الترتيب الدوري
| الترتيب | النادي   | لعب | النقاط |
| ------- | -------- | --- | ------ |
| 1       | النصر    | 18  | 26     |
| 2       | الهلال   | 18  | 24     |
| 3       | القادسية | 18  | 22     |
| 4       | الأهلي   | 18  | 21     |

### مباريات الدوري
فوز
  تعادل
  خسارة
| 01            | الهلال        | 5 - 0    | الرياض | الرياض |
| (ت ع م+03:00) | ديه · ريفلينو | [Report] |        |        |

### كأس جلالة الملك المعظم
| نصف نهائي 06 مايو 1981 | الاتحاد | 1 – 2    | الهلال            | جدة                                  |
| (ت ع م+03:00)          | بير     | [Report] | النعيمة · الهذلول | الملعب: استاد الأمير عبد الله الفيصل |

| نهائي 14 مايو 1981 | النصر                            | 3 – 1     | الهلال      | الرياض |
| 16:30              | يوسف 24' · ماجد 39' · اليحيى 69' | [ Report] | 63' ريفلينو | الملعب: ملعب الأمير فيصل بن فهد الحكم: فهد الدهمش الحكام المساعدين: محمد المرزوق Assistant referees: مثيب الجعيد الحكم الرابع: عبدالرحمن الموزان |